# British Waterways

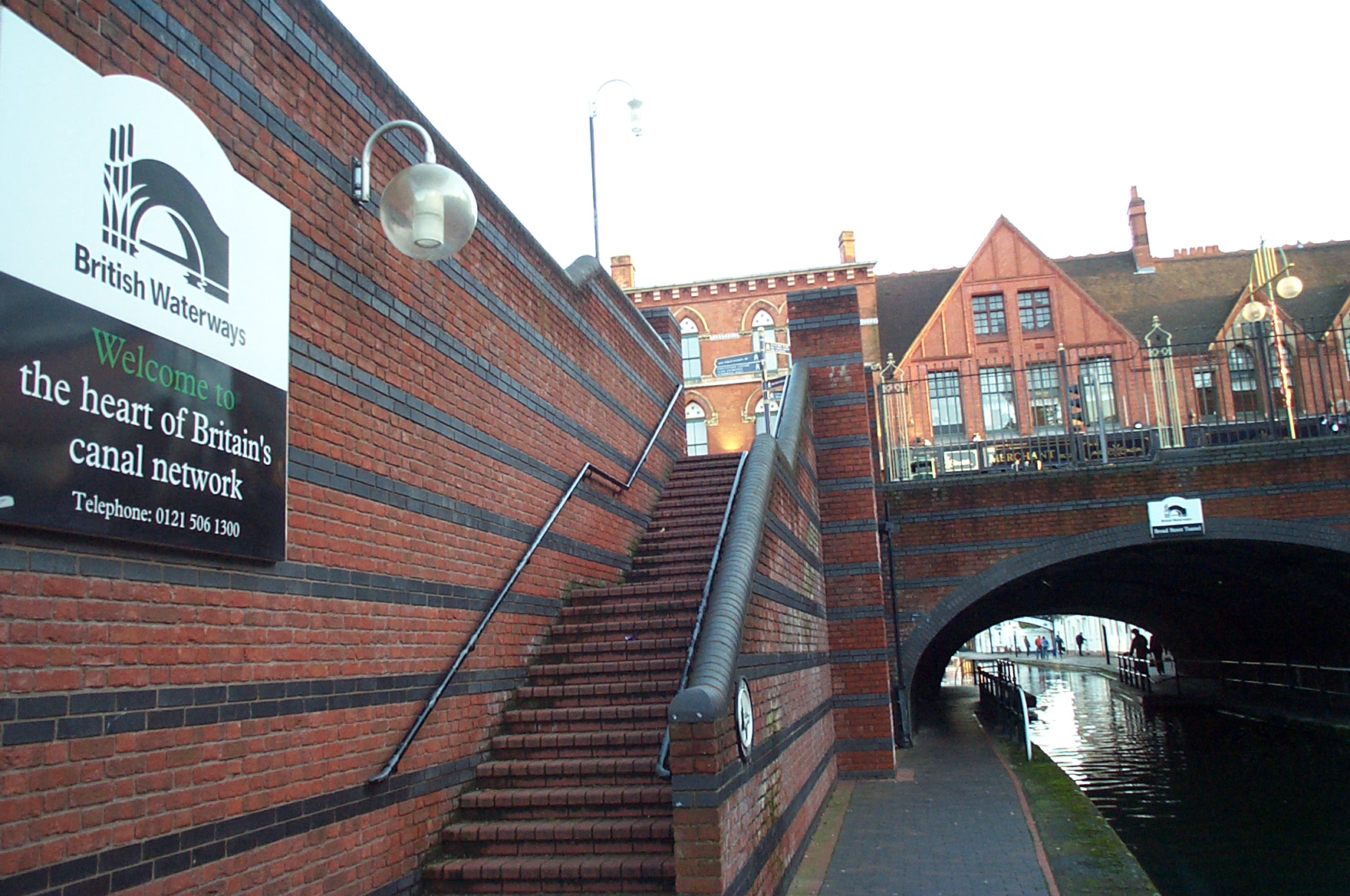
Panneau de British Waterways à Birmingham.

British Waterways était un organisme du gouvernement du Royaume-Uni, chargé de la gestion des cours d'eau et canaux d'Angleterre, du Pays de Galles et d'Écosse.

## Historique
Créé en 1962, British Waterways a géré jusqu'à 2 200 miles (3 541 km) de canaux, rivières et de docks.
British Waterways a cessé ses activités en 2012 en Angleterre et au Pays de Galles, mais continue en tant qu'organisme indépendant en Écosse sous le nom « Scottish Canals ».